# 二条孝光
二条 孝光（にじょう たかみつ）は、江戸時代後期の人物。二条寛斎の子であるとして二条を称したが、これは二条家の家臣に賄賂を贈って自身が二条家の末裔であると認めさせたためであり、実際には血縁関係はないとされる。

## 概要
とある年の8月に、三条西家の旧臣・宮原甲太郎が押小路家を訪問したところ、新潟県の70歳ほどの月岡一郎という人物が孝光の遺児・アツ丸を連れて上京してきた。月岡によると、孝光は安政6年（1859年）ころに京都から水戸藩に向かっている途中に浪士に暗殺されたという。そして、アツ丸はその浪士が三条実美の差金であることを知り、実美を強く恨んでいるため、善処すべきであると報告した。
その後、実美がアツ丸の素性を調べたところ、父の孝光は悪事が多い人物であり、寛斎の子を自称し、二条家の家臣に賄賂を贈って二条家の一員として名前を連ねるようになったという（猶子か養子かは不明）。
三条大橋に掲げられたという孝光天誅の制札の写しには、「孝光は高貴の御方の落胤などと偽り、様々な場所で頻繁に非道な金銀を貪っている。さらに、近年は勤皇の名を借りているが、その実は自分の利欲を満たす行為を奸吏とともに行っており、徒党を組んで悪事を企んでいるので天誅を加える」と記されている。孝光暗殺の直前には、徳大寺家に仕えた滋賀重直や二条家諸大夫の北小路俊有も襲撃されていることから、孝光も彼らと関わりがあった可能性がある。